# Nissan NP300
Nissan NP300 – samochód terenowy typu pickup marki Nissan. Pierwotnie był oferowany w latach 1998 - 2006 jako Nissan Pickup. W 2008 roku kontynuowano jego produkcję pod nazwą Nissan NP300.